# Kamenski Šeovci
Kamenski Šeovci su naselje u Republici Hrvatskoj u Požeško-slavonskoj županiji, u sastavu općine Brestovac.

## Zemljopis
Kamenski Šeovci su smješteni oko 18 km sjeverozapadno od Brestovca, na obrnocima planine Gradine sjeverno od ceste Požega - Pakrac.

## Stanovništvo
Prema popisa stanovništva iz 2011. godine Kamenski Šeovci nisu imali stanovnika.
| broj stanovnika | 71    | 65    | 67    | 92    | 89    | 106   | 103   | 125   | 70    | 75    | 70    | 52    | 40    | 20    |       |       |       |
|                 | 1857. | 1869. | 1880. | 1890. | 1900. | 1910. | 1921. | 1931. | 1948. | 1953. | 1961. | 1971. | 1981. | 1991. | 2001. | 2011. | 2021. |